# Statutes at Large
Statutes at large est un titre donné à divers recueils de lois publiés dans le monde anglo-saxon.

## Royaume-Uni et pays du Commonwealth
- The Statutes at Large;
- The Statutes at Large, from Magna Carta to the End of the Eleventh Parliament of Great Britain, Anno 1761.

## États-Unis d'Amérique
- United States Statutes at Large, une publication annuelle, officielle des décisions du Congrès.